# Leonie (film 1913)
Leonie è un cortometraggio muto del 1913 diretto da Charles J. Brabin.

## Produzione
Il film fu prodotto dalla Edison Company.

## Distribuzione
Distribuito dalla General Film Company, il film - un cortometraggio in una bobina - uscì nelle sale cinematografiche statunitensi il 17 gennaio 1913. Venne distribuito anche nel Regno Unito il 23 aprile 1913.